# Rugby à XV à Malte
Cet article traite du rugby à XV à Malte.
Malte est classée à la 39e place au classement IRB du 1er janvier 2019.

## Histoire
Le rugby a été introduit à Malte par les Britanniques, qui ont gouverné l'île pendant près de 200 ans. Les premiers matches semblent avoir été joués par les marins britanniques à la fin du XIXe siècle.
En 1946, l'Overseas Rugby Club a été créé, devenant le premier club de rugby sur l'île, qui se composait principalement de militaires britanniques.
Cependant, le jeu n'a commencé à devenir bien organisé qu'à la fin du XXe siècle. Pendant les années 1970, les collèges St. Edwards et Tal-Handaq ont commencé à enseigner le jeu.
En 1991, l'Université Rugby Football Club (maintenant Alligators RFC) a été mis en place, et le RC Overseas est ravivé. D'autres clubs tels que le Kavallieri et Stompers se sont joints à eux. 
En 2006, la pratique du rugby féminin a commencé à Malte, comptant désormais cinq clubs actifs et une équipe de rugby à sept nationale.
En raison de son climat méditerranéen doux, Malte est une destination populaire pour les visites de rugby.

## Organisation
La Fédération maltaise de rugby à XV organise le rugby à Malte. Elle est membre de l'IRB depuis 2000.

## Équipe nationale
L'équipe de Malte de rugby à XV représente Malte lors des rencontres internationales.

## Compétitions nationales
Le championnat de Malte de rugby à XV est une compétition annuelle entre les clubs maltais.